# The Thin Red Line (1964)
The Thin Red Line is een drama-oorlogsfilm uit 1964 onder regie van Andrew Marton. De hoofdrollen in deze zwart-witfilm worden vertolkt door Keir Dullea, Jack Warden, James Philbrook en Kieron Moore. Het scenario is gebaseerd op de gelijknamige roman van James Jones over de Slag om Guadalcanal tijdens de Tweede Wereldoorlog. De film, die gedraaid werd in Spanje, focust op de gezagsverhouding tussen de geharde sergeant Welsh en soldaat Doll die enkel bezig is met overleven.

## Verhaal
Tijdens de Tweede Wereldoorlog bereidt een Amerikaans infanteriebataljon aan boord van een troepentransportschip zich voor om te landen op Guadalcanal. Sergeant Welsh is een geharde militair die van mening is dat hij zijn mannen moet voorbereiden op de waanzin van de oorlog door ze zelf aan waanzin te onderwerpen. Hij vindt immers dat er maar een "dunne rode lijn" is tussen geestelijk gezond en krankzinnig. Kapitein Stone is echter niet te spreken over de houding van zijn sergeant. Soldaat Doll heeft maar één prioriteit en dat is overleven. Daarom steelt hij een pistool van een andere soldaat, wat tot fikse spanningen leidt tussen Doll en Welsh.
Eenmaal aan land gaat Charlie Company de strijd aan met de Japanners, waarbij Doll een Japanse soldaat doodt met zijn gestolen pistool. Hierdoor neemt Welsh's vijandigheid jegens hem nog toe. Tijdens de gevechten demonstreert Doll zijn onafhankelijke denken door een succesvolle aanval te leiden op vijandelijke stellingen wanneer Stack, zijn pelotonsergeant, in paniek raakt en niet in staat blijkt te zijn tot leiderschap. Naarmate Doll gevechtservaring opdoet, wordt zijn relatie met Welsh steeds gespannener.
Charlie Company krijgt de opdracht om een strategische heuvel genaamd "The Dancing Elephant" te veroveren, die de twee andere Companies van het bataljon niet hebben kunnen veroveren. Omdat de weg naar de heuvel door een mijnenveld genaamd "The Bowling Alley" loopt, weigert kapitein Stone aanvankelijk om zijn mannen naar een slagveld te sturen dat gecontroleerd wordt door vijandelijk vuur. Doll en Welsh beklimmen de omliggende heuvels en laten met behulp van keien de landmijnen in de Bowling Alley afgaan. Hoewel de aanval van Charlie Company succesvol is, wordt kapitein Stone door zijn bataljonscommandant luitenant-kolonel Tall ontheven van zijn commando omdat hij te dicht bij zijn mannen staat. 
Charlie Company verovert vervolgens een dorp dat wordt bezet door de vijand, die zich lijkt terug te trekken, maar 's nachts een tegenaanval uitvoert. De overlevenden, waaronder Doll en Welsh, vallen "The Dancing Elephant" aan.

## Rolverdeling
| Acteur          | Personage                     | Opmerkingen      |
| --------------- | ----------------------------- | ---------------- |
| Keir Dullea     | soldaat Don Doll              |                  |
| Jack Warden     | sergeant Edward Welsh         |                  |
| James Philbrook | luitenant-kolonel Gordon Tall |                  |
| Bob Kanter      | korporaal Geoffrey Fife       |                  |
| Ray Daley       | kapitein Stone                |                  |
| Kieron Moore    | luitenant Band                |                  |
| Merlyn Yordan   | Judy                          |                  |
| Jim Gillen      | kapitein John Gaff            |                  |
| Steve Rowland   | Mazzi                         |                  |
| Stephen Young   | pelotonsergeant Stack         | als Stephen Levy |
| Sol Marroquin   | soldaat                       |                  |

## Ontvangst
De film behaalde een score van 77% (13 recensies) op Rotten Tomatoes, met een gemiddelde score van 6,6/10.
Variety schreef dat "Liefhebbers van actievolle oorlogsfilms zullen genieten van de knetterende, op gevechten gerichte aanpak van The Thin Red Line, een explosief melodrama over de Amerikaanse aanval op Guadalcanal in de Tweede Wereldoorlog".
In 2015 gaf TV Guide de film een 2 op 4 en merkte op dat "de bewerking van Jones' roman voor het witte doek hele stukken uit het boek samengeperst heeft, wat af en toe voor verwarring zorgt. Motivaties worden vaak oppervlakkig aangestipt in plaats van uitgediept om de psychologie van mannen in oorlog te laten zien".